# Service militaire en Corée du Sud

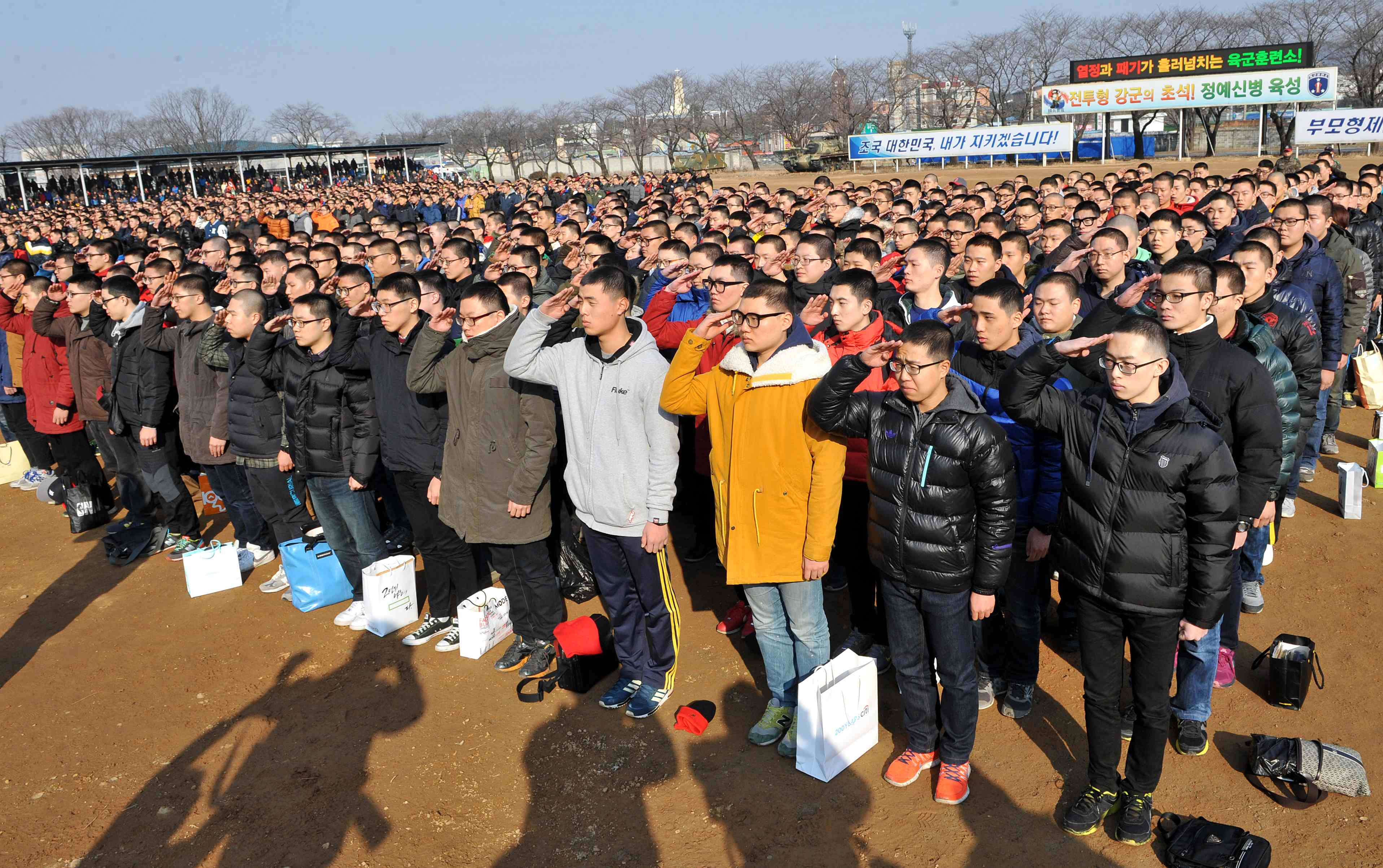
De jeunes sud-coréens commençant leur service militaire en 2014.

Le service militaire en Corée du Sud désigne le régime de conscription visant à enrôler une partie de la jeunesse sud-coréenne dans l'armée afin d'effectuer un service militaire. Concernant de manière obligatoire les hommes âgés de 18 à 28 ans, il dure de 18 à 22 mois et est considéré comme un rite de passage pour les jeunes hommes sud-coréens.
Inscrit dans l'article 39 de la constitution sud-coréenne, le service militaire moderne est obligatoire depuis 1957, alors que la Corée du Sud est toujours officiellement en guerre contre la Corée du Nord. Faire son service militaire est également obligatoire pour pouvoir postuler à des emplois dans l'administration ou dans de grandes entreprises.
Les femmes en sont exemptées — bien qu'elles peuvent s'enrôler volontairement dans l'armée — ainsi que certains athlètes médaillés et musiciens internationalement reconnus. De même, les hommes souffrant d'un handicap physique ou mental peuvent bénéficier d'aménagements (faire un service alternatif dans une institution publique) ou être totalement exemptés, en fonction de la sévérité de leur handicap.
Le service militaire est l'objet de plusieurs critiques et remises en question, incluant son caractère obligatoire, l'exclusion visant les femmes ou l'inégalité de traitement entre les riches élites, accusées d'éviter la conscription, et le reste de la population. Le traitement des objecteurs de conscience, emprisonnés en cas de refus de faire leur service, voire torturés dans le passé, a également été dénoncé internationalement, avant qu'un service alternatif ne leur soit proposé en 2019.

## Historique

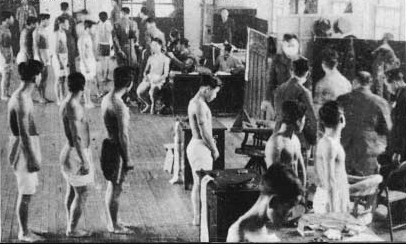
Le tout premier examen médical pour le service militaire en 1949.

Le service militaire moderne en Corée du Sud est inscrit dans l'article 39 de la constitution sud-coréenne, promulguée en 1948, décrétant que :

« Tout citoyen doit participer à la défense nationale dans les conditions prévues par la loi. »

C'est à partir de 1957, après la guerre de Corée, que le gouvernement décide de rendre le service militaire obligatoire pour les jeunes hommes, alors que le pays est toujours officiellement en conflit avec la Corée du Nord.
D'une durée originelle maximale de 30 mois, la longueur du service connaît plusieurs fluctuations en fonction du contexte géopolitique,. Depuis 2018, elle est se situe entre 18 à 22 mois, en fonction du corps d'armée choisi,.
Dans une société dominée par des dictatures militaires jusqu'en 1987, faire son service militaire devient alors un important rite de passage chez les jeunes hommes sud-coréens, exposant ceux le refusant à une véritable stigmatisation sociale, voire à l'emprisonnement ou à la torture. Des possibilités d'exemptions pour les athlètes et musiciens classiques connus à l'international sont instaurés à partir de 1973 par le président Park Chung-hee, afin de booster le prestige mondial du pays.
En 2020, la révision d'une loi permet à certains artistes de pop culture de repousser l'âge limite de leur service à 30 ans (au lieu de 28 ans). Amorcée face au succès international du groupe de k-pop BTS, dont les membres arrivaient à l'âge limite de 28 ans, cette loi s'applique aux artistes reconnus par le Ministère de la Culture comme ayant grandement participé à la diffusion de la culture coréenne dans le monde,.

## Déroulement

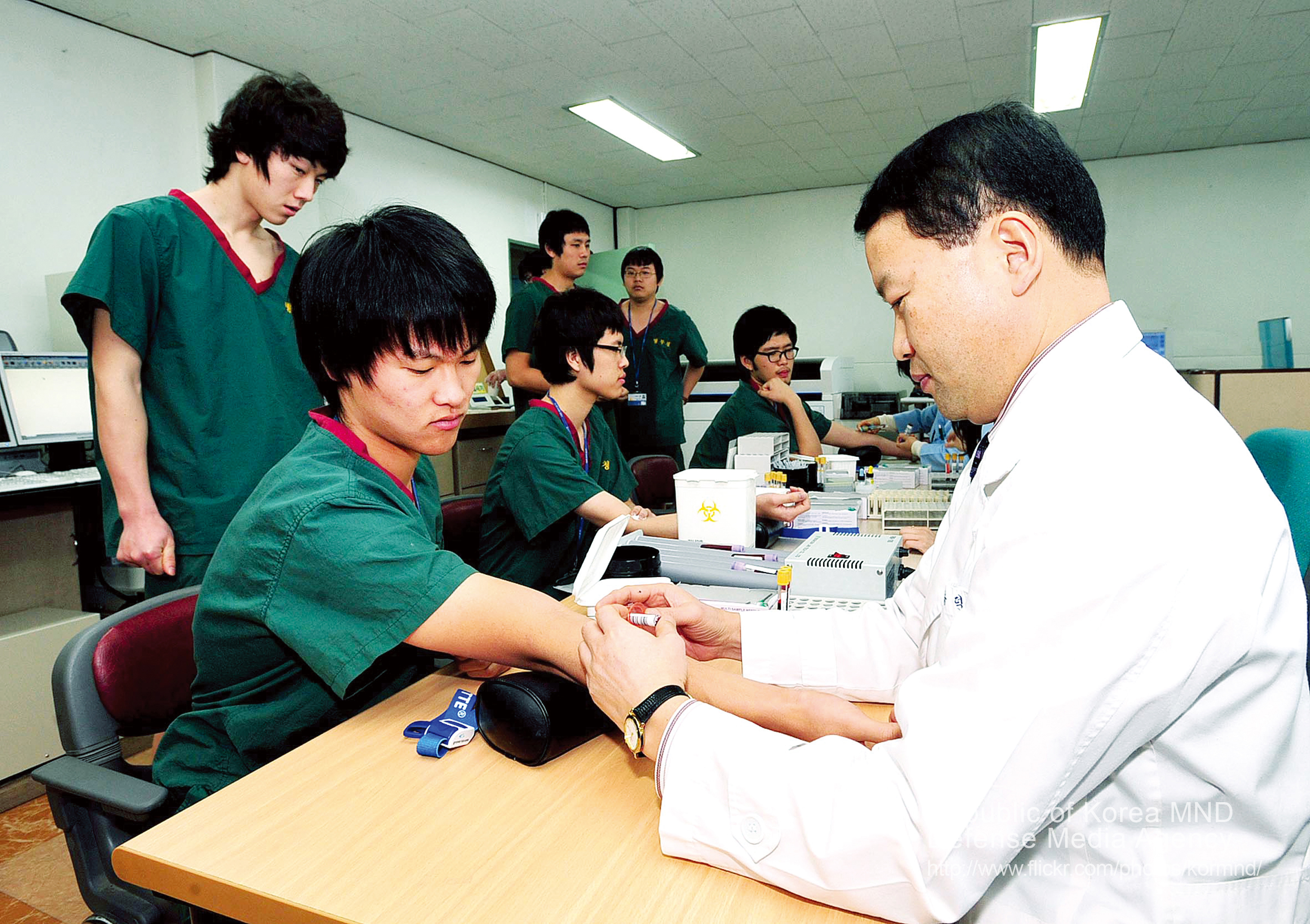
Examen médical en vue du service militaire en 2008.

Après avoir atteint l'âge de 18 ans, chaque jeune homme doit subir un examen médical pour évaluer son aptitude à servir dans l'armée sud-coréenne. Selon les résultats :
- s'il est considéré apte, il peut s'enrôler
- si un léger handicap physique ou mental est décelé, un aménagement peut être proposé
- si le handicap décelé est important, la personne est exemptée de service

Depuis 2018, la durée de service est de 18 à 22 mois, en fonction du corps d'armée choisi : 
- 18 mois pour l'armée de terre
- 20 mois pour la marine
- 22 mois pour l'armée de l'air

Les candidats ont jusqu'à l'âge de 28 ans pour effectuer leur service militaire (30 ans pour certains artistes mondialement connus). 90 % des hommes au sein d'une même classe d'âge font leur service militaire.
Une fois enrôlés, les conscrits reçoivent un salaire mensuel d'environ 400 €. Ils passent les premières semaines de leur service dans un camp d'entraînement, avant de se voir attribuer un rôle au sein de l'armée.
Faire son service militaire est obligatoire pour pouvoir postuler à des emplois dans l'administration ou dans de grandes entreprises, car le dossier militaire est systématiquement demandé aux hommes.

## Exemptions et aménagements
Les femmes sont exemptées de faire leur service militaire, bien qu'elles peuvent s'enrôler volontairement dans l'armée.
Un service civil alternatif, incluant des missions dans des institutions publiques, peut être proposé aux athlètes ayant gagné des médailles aux Jeux olympiques, aux musiciens classiques reconnus internationalement,, ainsi qu'aux hommes présentant des problèmes de santé.
Les hommes supportant financièrement seuls leur famille, les orphelins, les transfuges nord-coréens et les hommes ayant récemment acquis la nationalité sud-coréenne, sont exemptés de service.

### Le cas des objecteurs de conscience
Phénomène marginal (900 objecteurs en 2022), le refus de faire son service militaire pour cause d'objection de conscience concerne surtout des témoins de Jéhovah ou des adventistes du septième jour. Ce refus a longtemps été sévèrement puni : de 1953 à 2019, plus de 19 300 objecteurs de conscience ont ainsi été emprisonnés, voire même torturés, une situation dénoncée notamment par Amnesty International.
Jusqu'en 2019, les objecteurs de conscience écopaient de 2 à 3 ans d'emprisonnement, jusqu'à ce qu'une loi leur permette de réaliser à la place un service alternatif. Pour bénéficier de cet aménagement, la vie personnelle d'un homme se disant « objecteur de conscience » fait l'objet d'une enquête approfondie. Le simple fait d'avoir joué dans le passé à des jeux vidéos de combat peut ainsi être considéré comme une preuve qu'il n'est pas non-violent et le disqualifier,.
Le service alternatif des objecteurs de conscience dure 36 mois — bien plus longtemps que les autres conscrits — et se déroule dans le système carcéral du pays. Ils sont logés au sein même des prisons, où leur faits et gestes font l'objet d'une surveillance accrue, et travaillent dans les cuisines ou les laveries des établissements pénitentiaires. Ce traitement suscite ainsi de nombreuses critiques, plusieurs objecteurs estimant qu'ils sont ainsi punis.

## Critiques

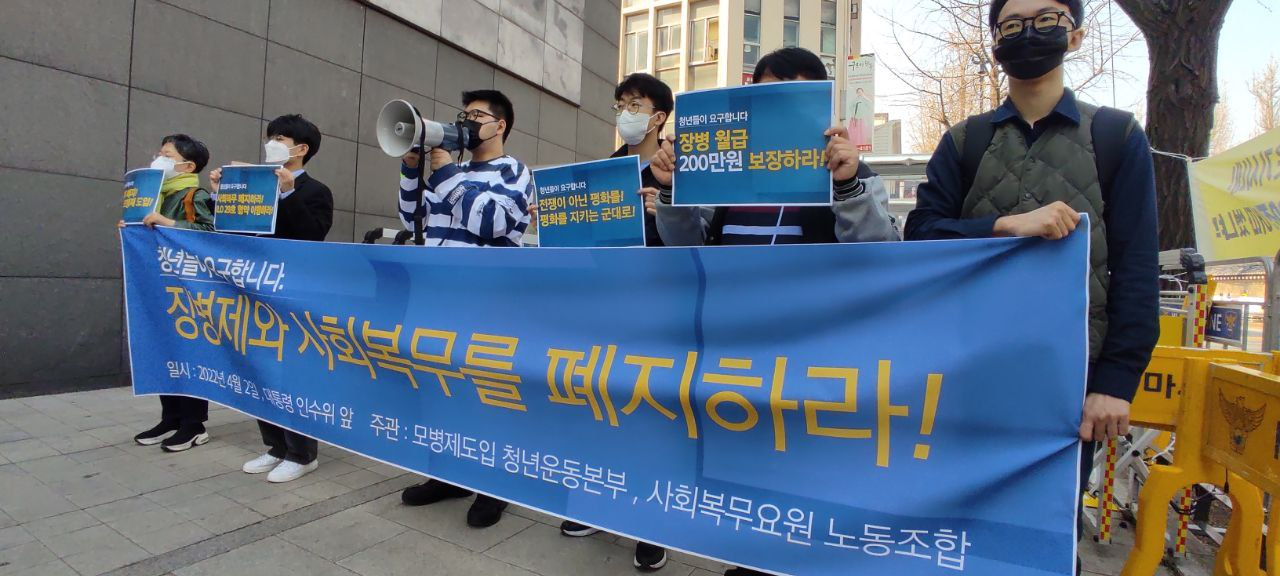
Des Sud-coréens manifestant contre le service militaire obligatoire dans les rues de Séoul en 2022.

Le service militaire faire l'objet de nombreuses critiques, en Corée du Sud comme à l'international.
Son caractère obligatoire est particulièrement contesté, notamment le fait que ceux refusant de s'y plier aient pendant longtemps été stigmatisés voire emprisonnés. Une situation dénoncée à la fois par des associations en Corée du Sud, mais également à l'international par la commission des droits de l'homme de l'ONU et par Amnesty International.
Le fait que le service militaire ne soit pas obligatoire pour les femmes fait également débat. Pendant que certains jeunes hommes sud-coréens estiment que les femmes seraient avantagées en début de carrière sur le marché de l'emploi, de nombreuses Sud-coréennes estiment au contraire que cette différence perpétue les discriminations genrées à leur encontre dans la société, leur non-participation à la conscription servant de prétexte pour les traiter différemment. 
Plusieurs propositions pour intégrer les femmes à la conscription obligatoire ont été émises par des personnalités politiques, notamment face à l'effondrement démographique de la Corée du Sud à partir des années 2020, entraînant une baisse du nombre d'hommes disponibles pour le service militaire. Les associations féministes alertent cependant sur la culture très machiste de l'armée sud-coréenne, alors que certaines femmes déjà engagées dénoncent le sexisme et les agressions sexuelles dont elles sont victimes pendant leur service.
La culture violente de l'armée sud-coréenne est par ailleurs également dénoncée. Les affaires de maltraitance envers les jeunes conscrits émergent ainsi régulièrement dans les médias sud-coréens. Plusieurs hommes homosexuels ont en outre dénoncé des propos et actes homophobes de la part de leur hiérarchie.
Enfin, le manque d'équité perçu dans les critères d'exemptions ou d'aménagement divise la société. De nombreux Sud-coréens dénoncent ainsi le fait que les fils de riches familles arrivent plus facilement à éviter le service militaire. Une enquête de 2013 a ainsi démontré que les fils d'officiers militaires, de figures religieuses, d'universitaires ou de personnalités de la télévision avaient effectivement plus de chance d'éviter la conscription. 

## Dans la culture
En 2021, la série Netflix Deserter Pursuit explore le cas des déserteurs et des mauvais traitement infligés aux conscrits appelés pour le service militaire.